# Staten van Brazilië
Brazilië bestaat uit 26 deelstaten en 1 
federaal district.

## Overzicht staten van Brazilië
| Nr.                                        | Staat               | Afk. | Hoofdstad      | Oppervlakte   | Inwoners   |
| ------------------------------------------ | ------------------- | ---- | -------------- | ------------- | ---------- |
| 1                                          | Acre                | AC   | Rio Branco     | 164.123 km²   | 733.559    |
| 2                                          | Alagoas             | AL   | Maceió         | 27.779 km²    | 3.120.494  |
| 3                                          | Amapá               | AP   | Macapá         | 142.829 km²   | 669.526    |
| 4                                          | Amazonas            | AM   | Manaus         | 1.559.159 km² | 3.483.985  |
| 5                                          | Bahia               | BA   | Salvador       | 564.733 km²   | 14.016.906 |
| 6                                          | Ceará               | CE   | Fortaleza      | 148.920 km²   | 8.452.381  |
| 7                                          | Espírito Santo      | ES   | Vitória        | 46.096 km²    | 3.514.952  |
| 8                                          | Goiás               | GO   | Goiânia        | 340.112 km²   | 6.003.788  |
| 9                                          | Maranhão            | MA   | São Luís       | 331.937 km²   | 6.574.789  |
| 10                                         | Mato Grosso         | MT   | Cuiabá         | 903.366 km²   | 3.035.122  |
| 11                                         | Mato Grosso do Sul  | MS   | Campo Grande   | 357.146 km²   | 2.449.024  |
| 12                                         | Minas Gerais        | MG   | Belo Horizonte | 586.522 km²   | 19.597.330 |
| 13                                         | Pará                | PA   | Belém          | 1.247.955 km² | 7.581.051  |
| 14                                         | Paraíba             | PB   | João Pessoa    | 56.470 km²    | 3.766.528  |
| 15                                         | Paraná              | PR   | Curitiba       | 199.308 km²   | 10.444.526 |
| 16                                         | Pernambuco          | PE   | Recife         | 98.148 km²    | 8.796.448  |
| 17                                         | Piauí               | PI   | Teresina       | 251.578 km²   | 3.118.360  |
| 18                                         | Rio de Janeiro      | RJ   | Rio de Janeiro | 43.780 km²    | 15.989.929 |
| 19                                         | Rio Grande do Norte | RN   | Natal          | 52.811 km²    | 3.168.027  |
| 20                                         | Rio Grande do Sul   | RS   | Porto Alegre   | 281.730 km²   | 10.693.929 |
| 21                                         | Rondônia            | RO   | Porto Velho    | 237.591 km²   | 1.562.409  |
| 22                                         | Roraima             | RR   | Boa Vista      | 224.301 km²   | 450.479    |
| 23                                         | Santa Catarina      | SC   | Florianópolis  | 95.736 km²    | 6.248.436  |
| 24                                         | São Paulo           | SP   | São Paulo      | 248.223 km²   | 41.262.199 |
| 25                                         | Sergipe             | SE   | Aracaju        | 21.915 km²    | 2.068.017  |
| 26                                         | Tocantins           | TO   | Palmas         | 277.721 km²   | 1.383.445  |
| 27                                         | Federaal District   | DF   | Brasilia       | 5.780 km²     | 2.570.160  |
| Bron: IBGE, oppervlakte en inwoners (2010) |                     |      |                |               |            |

| Kaart               |
| ------------------- |
| Staten van Brazilië |
| Staten van Brazilië |